# The Mystery of a Hansom Cab
The Mystery of a Hansom Cab es una película para la televisión australiana que se estrenó el 28 de octubre del 2012 por medio de la cadena ABC1. La serie estuvo basada en la exitosa y clásica novela de misterio escrita por Fergus Hume.

## Historia
La historia gira alrededor de la muerte de Oliver Whyte, un caballero inglés asesinado en la parte de atrás de un coche de caballos de alquiler (un hansom cab) después de haber pasado una noche en la ciudad. Cuando el carruaje llega a su destino, el conductor descubre a Oliver muerto y que el segundo pasajero ha desaparecido.
El señor Whyte a su llegada pone su vista en la joven hija de 21 años del señor Mark Frettlby, Madge Frettlby. Ella, en cambio, no quiere casarse con Oliver, ya que está enamorada del joven Brian Fitzgerald.

## Personajes
| Actor                    | Personaje        | Ocupación |
| ------------------------ | ---------------- | --------- |
| John Waters              | Mark Frettlby    | -         |
| Shane Jacobson           | Samuel Gorby     | Detective |
| Marco Chiappi            | Duncan Calton    | Abogado   |
| Oliver Ackland           | Brian Fitzgerald | -         |
| Jessica De Gouw          | Madge Frettlby   | -         |
| Chelsie Preston Crayford | Sal Rawlins      | -         |
| Felix Williamson         | Kilsip           | Detective |
| Charles Cousins          | Roger Moreland   | -         |
| Gerry Connolly           | Reginald Valpy   | -         |
| Helen Morse              | Guttersnipe      | Madre     |

### Personajes secundarios
| Actor           | Personaje             | Ocupación |
| --------------- | --------------------- | --------- |
| Anna McGahan    | Rosanna Moore/Musette | -         |
| Brett Climo     | Oliver Whyte          | -         |
| Nicola Parry    | Julia Featherweight   | -         |
| Nathan Lovejoy  | Felix Rolleston       | -         |
| Kasia Kaczmarek | Hilda                 | -         |
| Raymond Thomas  | -                     | Doctor    |

## Premios y nominaciones
| Año  | Categoría                                 | Premio             | Nominado (a)        | Resultado |
| ---- | ----------------------------------------- | ------------------ | ------------------- | --------- |
| 2013 | Best Music for a Mini-Series or Telemovie | Screen Music Award | Cezary Skubiszewski | Ganó      |

## Producción
La novela The Mystery of a Hansom Cab fue escrita en 1886 en Melbourne y pronto se convirtió en el primer éxito internacional de temática en torno al misterio y resolución de un crimen. Un año después, Arthur Conan Doyle lanzó su exitosa y popular novela Los misterios de Sherlock Holmes. 
La versión para la televisión fue producida por Burberry Entertainment, escrita por Glen Dolman, producida por Margot McDonald y dirigida por Shawn Seet.